# دان تامسون (ورزشکار دو و میدانی)
دان تامسون (انگلیسی: Don Thompson; ۲۰ ژانویهٔ ۱۹۳۳ – ۳ اکتبر ۲۰۰۶) ورزشکار دو و میدانی اهل بریتانیا بود.
از فیلم‌ها یا برنامه‌های تلویزیونی که وی در آن نقش داشته‌است می‌توان به خزیدن اشاره کرد.
وی در مسابقات کشوری و بین‌المللی در مجموع برندهٔ ۱ مدال برنز شده‌است.